# Odontopera eupages
Odontopera eupages là một loài bướm đêm trong họ Geometridae.